# Тетризолин
Тетризолин (тетрагидрозолин) — производное имидазолина, альфа-адреномиметик, применяется как сосудосуживающее средство в глазных каплях и назальных спреях. Устраняет покраснение глаз, вызванное небольшим раздражением роговицы. Имеет структурное сходство с нафазолином, оксиметазолином и ксилометазолином.

## Свойства
Гидрохлорид тетризолина легко растворим в воде, спирте, очень мало растворим в хлороформе, практически нерастворим в эфире. pH 1 % водного раствора 5,0—6,5. Молекулярная масса 236,75.

## Фармакология
При местном применении в виде глазных капель уменьшает отек конъюнктивы, ощущение жжения, раздражения, зуда, болезненности слизистой оболочки глаз, слезотечение. Использование в виде назальных капель вызывает сужение мелких артериол носовых ходов, уменьшает отечность слизистой оболочки носа и снижает секрецию. При местном применении практически не всасывается. Эффект развивается через несколько минут и продолжается 4—8 ч.
Существует городская легенда о том, что при приёме внутрь (например, если добавить глазные капли в напиток) тетризолин вызывает диарею. Это неправда: результатом могут быть тошнота, рвота, судороги или даже кома, но диареи препарат не вызывает. Применение тетризолина против прыщей также не оказывает эффекта.

## Показания
Глазные капли применяют при отёке конъюнктивы, вторичной гиперемии при аллергических заболеваниях глаз, раздражении конъюнктивы (в результате воздействия химических и физических факторов, таких как дым, пыль, хлорированная вода, яркий свет, косметические средства, контактные линзы), катаральном конъюнктивите.
Капли в нос, спреи — при отёке слизистой оболочки носа у пациентов с ринитом, фарингитом, синуситом, поллинозом, а также для уменьшения отёка слизистой оболочки носа при необходимости проведения диагностических и лечебных мероприятий.
Противопоказания
Противопоказан при гиперчувствительности (аллергии на препарат). Глазные капли противопоказаны при тяжёлых заболеваниях глаз (глаукома, синдром «сухого глаза», эпителиально-эндотелиальная дистрофия роговицы), капли в нос — при сухом рините.
Несовместим с ингибиторами МАО (возможно развитие гипертензии).

## Побочные действия
Для глазных капель: расширение зрачка, повышение внутриглазного давления, ощущение жжения и реактивная гиперемия глаза.
Капли в нос: жжение и покалывание в носу, чиханье, сухость слизистой оболочки носовой полости; при длительном применении или превышении дозы — вторичный отек, гиперемия слизистой оболочки носовой полости.
Системные эффекты: головная боль, головокружение, слабость, тремор, инсомния, повышение АД, сердцебиение, тошнота, гипергликемия, аллергические реакции.

## Синтез
Тетризолин может быть получен в один шаг гетероциклизацией 1-цианотетралина этилендиамином.